# Élections régionales de 1980 dans les Açores
Les élections régionales de 1980 (en portugais : Eleições legislativas regionais nos Açores em 1980) se sont tenues le 5 octobre 1980 dans les Açores afin d'élire les 43 députés de l'Assemblée législative.

## Résultats
| Partis                   | Partis                                       | Voix    | %     | Sièges | +/-           |
| ------------------------ | -------------------------------------------- | ------- | ----- | ------ | ------------- |
|                          | Parti social-démocrate (PPD/PSD)             | 68 960  | 57,35 | 30     | 3             |
|                          | Parti socialiste (PS)                        | 32 790  | 27,27 | 12     | 2             |
|                          | Parti du centre démocratique et social (CDS) | 5 379   | 4,47  | 1      | 1             |
|                          | Alliance du peuple uni (APU)                 | 3 862   | 3,21  | 0      | en stagnation |
|                          | Union démocratique d'Atlantique (UDA/PDA)    | 2 750   | 2,29  | 0      | Nv.           |
|                          | Union démocratique populaire (UDP)           | 1 924   | 1,60  | 0      | Nv.           |
|                          | PCTP/MRPP                                    | 624     | 0,52  | 0      | en stagnation |
|                          | Votes blancs                                 | 1 214   | 1,01  |        |               |
|                          | Votes nuls                                   | 2 745   | 2,28  |        |               |
|                          |                                              |         |       |        |               |
| Total                    | Total                                        | 120 248 | 100   | 43     | en stagnation |
| Abstentions              | Abstentions                                  | 35 880  | 22,98 |        |               |
| Inscrits / participation | Inscrits / participation                     | 156 128 | 77,02 |        |               |